# Geranomyia transitoria
Geranomyia transitoria is een tweevleugelige uit de familie steltmuggen (Limoniidae). De soort komt voor in het Neotropisch gebied.